# Cithaerias harpalyce
Cithaerias harpalyce är en fjärilsart som beskrevs av Butler 1866. Cithaerias harpalyce ingår i släktet Cithaerias och familjen praktfjärilar. Inga underarter finns listade i Catalogue of Life.